# ショーン・スミス (バスケットボール)
ショーン・スミス（Sean Smith、1985年12月12日 - ）は、アメリカ合衆国のバスケットボール選手。ポジションはシューティングガード、スモールフォワード。

## 来歴
アメリカ・インディアナ州のゲーリー市出身。同市のWest Side高校、ヴィンセンヌ短期大学を経てノーザンイリノイ大学では2007-08、2008-09の2シーズンで54試合に出場した。大学時代の背番号は12番。
卒業後はアメリカABAやIBL、スロバキアなどのチームに所属。
2013年10月、日本プロバスケットボールリーグ（bjリーグ）2013-14シーズン開幕直前に高松ファイブアローズと契約した。背番号は35番。10月12日、チームのシーズン第3戦・京都ハンナリーズ戦でbjリーグ公式戦に初出場した。12月1日、負傷欠場したデクスター・ライオンズに代わり初めてスターターで出場した大分ヒートデビルズ戦で21得点、6スティールの活躍。12月7日の横浜ビー・コルセアーズ戦では22分の出場で、スリーポイントシュート5本をすべて決めてシーズンハイの24得点を記録。シーズン通算では50試合に出場して1試合平均8.5得点。
長い手足を活かしたディフェンス、早い展開でのオフェンスを得意としている。